# Zapłonnik (amunicja)

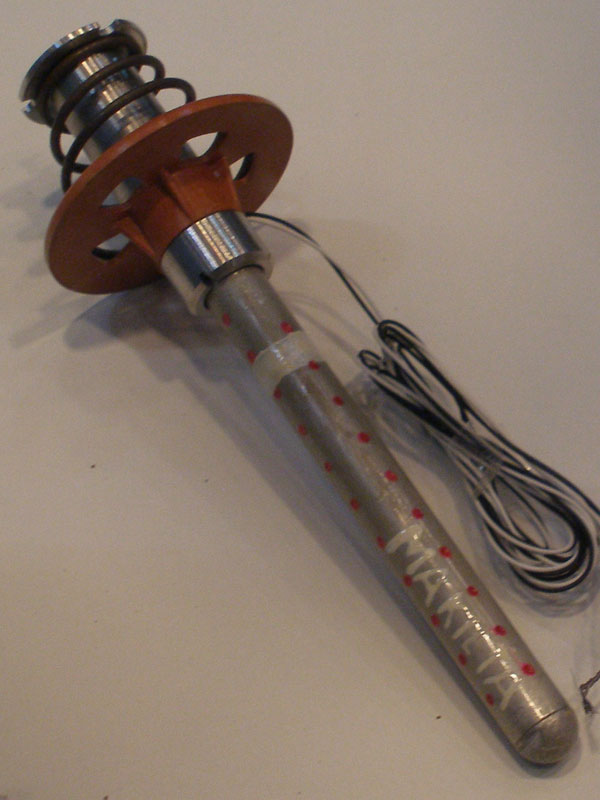
Zapłonnik do NLPR-70

Zapłonnik – urządzenie powodujące zapłon ładunku napędowego (w silniku rakietowym) lub ładunku miotającego (w nabojach artyleryjskich).
Zapłonnik jest częścią naboju (wkręconą w dno łuski) lub silnika rakietowego.
Zapłonniki mogą być inicjowane mechanicznie (poprzez zbicie spłonki iglicą) lub elektrycznie. Mechaniczne z kolei dzielimy na uderzeniowe, w kadłubie którego umieszczona jest spłonka zapalająca, kowadełko, uszczelniacz, prochowy ładunek zapłonowy (mają zastosowanie w nabojach artyleryjskich) i tarciowe (w pociskach artyleryjskich starszego wzoru, granatach ręcznych, technice wybuchowej do zapalania lontów). Grot iglicy uderzając w dno zapalnika odkształca go i wówczas spłonka dociskana do kowadełka zapala się. Podczas spalania spłonki powstają gazy powodujące uniesienie uszczelniacza i w ten sposób przenikając do ładunku prochowego powodują jego zapalenie. Po nim zapala się podsypka prochowa i ładunek miotający. Ciśnienie gazów, które wzrasta wewnątrz zapłonnika, dociska uszczelniacz do gniazda w kowadełku zapobiegając w ten sposób przerwaniu się gazów do tyłu. Spłonka w elektrycznych zapłonnikach artyleryjskich jest zastąpiona zapałem elektrycznym z wkładką kontaktową. W zapłonnikach ciernych wytwarzany jest płomień w wyniku tarcia elementu ruchomego po powierzchni masy podpałowej.
Elementami zapłonnika są:
- obudowa łącząca wszystkie elementy;
- spłonka – inicjująca zapłon podsypki prochowej;
- podsypka prochowa – przenosząca płomień od spłonki do ładunku miotającego lub napędowego.